# العلاقات الدنماركية البالاوية
العلاقات الدنماركية البالاوية هي العلاقات الثنائية التي تجمع بين الدنمارك وبالاو.

## مقارنة بين البلدين
هذه مقارنة عامة ومرجعية للدولتين:
| وجه المقارنة                                              | الدنمارك                                                     | بالاو                         |
| --------------------------------------------------------- | ------------------------------------------------------------ | ----------------------------- |
| المساحة (كم2)                                             | 42.92 ألف                                                    | 465                           |
| عدد السكان (نسمة)                                         | 5.79 مليون                                                   | 21.73 ألف                     |
| الكثافة السكانية (ن./كم²)                                 | 134.9                                                        | 4.67 ألف                      |
| العاصمة                                                   | كوبنهاغن                                                     | نغيرولمود، كورور              |
| اللغة الرسمية                                             | اللغة الدنماركية                                             | لغة إنجليزية، اللغة البالاوية |
| العملة                                                    | كرونة دنماركية                                               | دولار أمريكي                  |
| الناتج المحلي الإجمالي (بليون دولار)                      | 324.87 مليار                                                 | 291.54 مليون                  |
| الناتج المحلي الإجمالي (تعادل القوة الشرائية) بليون دولار | 278.61 مليار                                                 | 326.12 مليون                  |
| الناتج المحلي الإجمالي الاسمي للفرد دولار أمريكي          | 51.99 ألف                                                    | 13.50 ألف                     |
| الناتج المحلي الإجمالي للفرد دولار أمريكي                 | 45.54 ألف                                                    | 14.76 ألف                     |
| مؤشر التنمية البشرية                                      | 0.900                                                        | 0.780                         |
| رمز المكالمات الدولي                                      | +45                                                          | +680                          |
| رمز الإنترنت                                              | .dk                                                          | .pw                           |
| المنطقة الزمنية                                           | توقيت وسط أوروبا، ت ع م+02:00، ت ع م+01:00، أوروبا/كوبنهاجن ‏ | ت ع م+09:00                   |

## منظمات دولية مشتركة
يشترك البلدان في عضوية مجموعة من المنظمات الدولية، منها:
| علم المنظمة | اسم المنظمة                        | تاريخ انضمام الدنمارك | تاريخ انضمام بالاو |
| ----------- | ---------------------------------- | --------------------- | ------------------ |
|             | مؤسسة التنمية الدولية              | 30 نوفمبر 1960        | 16 ديسمبر 1997     |
|             | الأمم المتحدة                      | 24 أكتوبر 1945        | 15 ديسمبر 1994     |
|             | البنك الدولي للإنشاء والتعمير      | 30 نوفمبر 1960        | 16 ديسمبر 1997     |
|             | بنك التنمية الآسيوي                | 1966                  | 2003               |
|             | منظمة حظر الأسلحة الكيميائية       | ?                     | ?                  |
|             | مؤسسة التمويل الدولية              | 20 يوليو 1956         | 16 ديسمبر 1997     |
|             | وكالة ضمان الاستثمار متعدد الأطراف | 12 أبريل 1988         | 16 ديسمبر 1997     |
|             | يونسكو                             | 4 نوفمبر 1946         | 20 سبتمبر 1999     |

## وصلات خارجية
- موقع وزارة الخارجية الدنماركية